# مانوئل کانینی
مانوئل کانینی (انگلیسی: Manuel Canini؛ زادهٔ ۲۲ اوت ۱۹۹۳) بازیکن فوتبال اهل ایتالیا است.
از باشگاه‌هایی که در آن بازی کرده‌است می‌توان به باشگاه فوتبال اینتر میلان، باشگاه فوتبال برشا، و باشگاه فوتبال چزنا اشاره کرد.